# Teatro Riachuelo
O Teatro Riachuelo é um moderno teatro localizado em Natal, no estado brasileiro do Rio Grande do Norte. Está instalado no último andar do shopping Midway Mall .

## Sobre o teatro
Administrado pela Opus Promoções, é o maior teatro dentro de um shopping do Nordeste com capacidade para 1,5 mil pessoas sentadas (podendo chegar a 3,8 mil quando transformado em teatro de arena, com cadeiras avulsas). São 340 refletores, acústica adaptada a cada tipo de espetáculo e mais de 500 metros quadrados de espaço.
Construído numa área de seis mil metros quadrados do terceiro piso do Midway Mall, o teatro possui desenho italiano clássico, que permite receber desde peças teatrais, apresentações de dança, musicais e grandes shows internacionais a grandes eventos de empresas.
O teatro, que custou entre R$ 45 milhões e R$ 50 milhões, pertence ao Grupo Guararapes e leva o naming right da rede de departamento Lojas Riachuelo. A pré-estreia ocorreu em 19 de novembro de 2010 com show de Elba Ramalho. A inauguração oficial ocorreu em 9 de dezembro do mesmo ano com show de Roberto Carlos.